# Union Frintrop
Union Frintrop (offiziell: Sportverein Union  Frintrop 1913 e. V.) war ein Sportverein aus dem Essener Stadtteil Frintrop. Die erste Mannschaft nahm einmal am DFB-Pokal teil.

## Geschichte
Der Verein wurde im Jahre 1913 gegründet. Im Jahre 1955 gelang der Mannschaft der Aufstieg in die Bezirksklasse. Vier Jahre später stieg die Mannschaft nach einer Entscheidungsspielniederlage gegen SuS Oberhausen ab. Nach dem zwischenzeitlichen Wiederaufstieg erreichte Union im Jahre 1971 den Aufstieg in die Landesliga Niederrhein. In der Saison 1978/79 qualifizierte sich der Verein für den DFB-Pokal, wo die Mannschaft in der ersten Runde beim KSV Baunatal mit 0:5 unterlag. Anschließend verschwand der Verein in untere Spielklassen. Von 2008 bis 2013 spielte Union noch einmal in der Bezirksliga. Ein Jahr nach dem Abstieg schloss sich der Verein dem Nachbarverein Adler Frintrop an.

## Persönlichkeiten
- Peter Kunkel
- Manfred Rummel
- Günter Fürhoff